# Fabrizio Turriozzi
Fabrizio kardinal Turriozzi, italijanski rimskokatoliški duhovnik, škof in kardinal, * 16. november 1755, Toscanella, † 9. november 1826.

## Življenjepis
10. marca 1823 je bil povzdignjen v kardinala in imenovan za kardinal-duhovnika S. Maria in Ara Coeli.